# Malincourt
Malincourt là một xã ở tỉnh Nord ở miền bắc nước Pháp. Xã này có diện tích 10,3 km², dân số năm 1999 là 496 người. Xã nằm ở khu vực có độ cao trung bình 140 mét trên mực nước biển.